# Leżanówka
Leżanówka – wieś na Ukrainie w rejonie czortkowskim należącym do obwodu tarnopolskiego. 

## Historia
W okresie międzywojennym wieś należała do powiatu skałackiego w województwie tarnopolskim. W 1931 r. liczyła ona 646 mieszkańców oraz 119 zagród. Polacy, którzy stanowili tutaj mniejszość, należeli do parafii rzymskokatolickiej w Grzymałowie. W nocy z 5 na 6 lipca 1941 bojówka OUN zamordowała 18 osób, w tym jedną rodzinę polską, dwie żydowskie i jedną ukraińską. Zginęły wówczas 16-letnia Barbara Zappe i 12-letnia Aleksandra Zappe, rodzone siostry Ireny i Jadwigi Zappe ze Lwowa. Do marca 1945 r. banderowcy zamordowali łącznie 37 Polaków. 
Do 2020 w rejonie husiatyńskim.  